# Tower 185
Tower 185 is een kantoorgebouw in Frankfurt am Main, Hessen, Duitsland. Met een hoogte van 200 meter is het gebouw het vijfde hoogste in de stad. Het gebouw telt 55 verdiepingen en werd in december 2011 opgeleverd. De belangrijkste huurder is het internationale accountantsbedrijf PricewaterhouseCoopers.